# الکساندر ایلیوشچنکوف
الکساندر ایلیوشچنکوف (اوکراینی: Олександр Андрійович Ільющенков؛ زادهٔ ۲۳ مارس ۱۹۹۰) بازیکن فوتبال اهل اوکراین است.
از باشگاه‌هایی که در آن بازی کرده‌است می‌توان به باشگاه فوتبال کارپاتی لویو اشاره کرد.
وی همچنین در تیم ملی فوتبال زیر ۲۱ سال اوکراین بازی کرده‌است.